# Szászy-Schwarz Gusztáv
Szászi Szászy-Schwarz Gusztáv (Pest, 1856. december 31. – Budapest, Terézváros, 1920. április 8.) jogász, egyetemi tanár, az MTA levelező tagja (1918).

## Életpályája
Schwarz Ármin (1826–1911) és Lederer Júlia (1829–1859) fiaként született pesti zsidó családban. Apja az Első Leánykiházasító Egyesület elnöke volt. Testvérei Schwarz Artúr (1855–1917) neurológus, egyetemi magántanár, Schwarz Félix, az Athenaeum igazgatója és apja második házasságából származó féltestvére Szász Endre Hugó (1871–1952) fogorvos, egészségügyi főtanácsos.
Középiskolai tanulmányait a Pesti Királyi Katolikus Főgimnáziumban végezte, ahol 1875 júniusában kitüntetéssel érettségi vizsgát tett. Tanulmányait a Budapesti Tudományegyetem Jog- és Államtudományi Karán folytatta, ahol 1882. április 1-jén avatták doktorrá. Tudományos pályára készült, ezért a következő évben európai egyetemeket látogatott meg, járt a bécsi, a lipcsei, a hallei egyetemen. A legtöbb időt, egy évet a Göttingeni Egyetemen töltette, ahol 1883 áprilisa és 1884 áprilisa között tartózkodott. Megismerkedett Rudolf von Jheringgel, akinek tanait hűen képviselte és továbbfejlesztette munkáiban. 1884-ben ügyvédi vizsgát tett, s 1896-ig ügyvédi irodát tartott fenn. 1885-től az Ügyvédvizsgáztató Bizottság tagja, s a habilitációt követően a római jog magántanára lett. 1892-ben a római jog rendkívüli tanára, 1894-ben pedig ugyanennek a tárgynak rendes tanára lett a Budapesti Tudományegyetemen. 1900 és 1902 között a kereskedelmi és váltójogot adta elő az államtitkári kinevezést nyert Nagy Ferenc távollétében, s venia legendije a későbbiekben is megmaradt.
1902-ben kezdeményezésére sort került a Budapesti Tudományegyetemen a jogi kari könyvtár megalapítására azzal a céllal, hogy a magas árú, vagy nagy terjedelmű hazai és külföldi szakkönyveket, illetve az általános műveltséget terjesztő műveket is elérhetővé tegyék a hallgatók számára.  Az 1902/1903-as és az 1916/1917-es tanévben a Jog- és Államtudományi Kar dékánja volt. 1911-ben törvényelőkészítő munkája elismeréseként előbb udvari tanácsosi, majd 1911-ben nemesi címet kapott, ekkor vette fel a Szászy-Schwarz nevet. 1918 májusában a Magyar Tudományos Akadémia levelező tagjává választották.
1920. április 8-án halt meg Budapesten. Halálát szervi szívbaj okozta.

## Családja
Első házastársa Lusztig Janka (1868–1941) volt (aki 1904-ben Lánczy Leó felesége lett). Második felesége perneszi Siklóssy Franciska Mária (Irma) volt, akivel 1908. augusztus 5-én Budapesten kötött házasságot.
- Fia Szászy-Schwarz György Ágoston (1895–1927),[9] a Pesti Magyar Kereskedelmi Bank aligazgatója. Felesége Ilosvay Rózsi (1901–1954) színésznő.

## Munkássága
Harminchat éven át tanított a Jog- és Államtudományi Karon, lebilincselő előadóként emlegették hallgatói, eszményi tanár volt, aki igen nagy hatást gyakorolt mély tudásával, elmésségével. Kimagasló jelentőségű tudományos tevékenysége a civilisztika szinte egész területét átfogta. A historikus irányzattal szemben a modern jog alapját képező panderisztikának volt lelkes művelője. Részt vett a magyar magánjogi törvénykönyv tervezetének előkészítésében. 1885-től A házassági joghoz írott bírálata döntően befolyásolta a törvény megalkotását. Szilágyi Dezső ezután hívta meg (1895-ben) a magyar polgári törvénykönyv szerkesztő bizottságába, az 1900-ban közzétett első tervezet örökjogi részét Schwarz írta meg. Hangsúlyozta a dologi jog, a családjog és az öröklési jog átfogó reformjának szükségességét. Arra törekedett, hogy a magyar magánjogi kódex európai színvonalú legyen, ezért fontosnak tartotta, hogy a német nyelven is közzétett kódex-tervezeteket nagy tekintélyű német, osztrák és svájci magánjogászok is véleményezhessék. Jórészt tőle származik az 1914-ben közzétett magyar polgári törvénykönyv-tervezet indokolása is. Értekezései, kritikái a lap megalapításától kezdve húsz éven keresztül a Jogállamban jelentek meg. A Jogtudományi Közlönyben a „Magánjogi fejtegetések” rovatban a tudományos döntvénybírálatnak új nemét teremtette meg. Egyik legfőbb munkája az 1906-ban megjelent A jogi személy magyarázata, mely jelentős kritikát váltott ki. A magánjog terén számos máig becses könyvet és tanulmányt írt. Ő foglalkozott először a bírói gyakorlat, a jogesetek elméleti jellegű és igényű elemzésével. Ez a szemlélet jellemzi a Magánjogi fejtegetések felsőbírósági határozatok kapcsán 1890-es és az Újabb magánjogi fejtegetések című 1901-es művét. Az 1911-ben megjelent öt tanulmányt tartalmazó Új irányok a magánjogban című kötetében a magyar magánjog mellett a római jog kérdéseivel is foglalkozott. Tudományos érdemei elismeréséül 1918-ban a Magyar Tudományos Akadémia levelező tagjává választotta. A római jog és a modern civilisztika képviselőjeként a jogbölcseleti kérdések iránt is nyitott volt. Nevét a német jogtudományban is jegyezték, a Deutsche Juristen-Zeitung munkatársaként is dolgozott. Az első világháború alatt a Bajtársi Szövetség jogi osztályának elnöki tisztségét viselte, ezzel is a német–magyar jogi közeledést kívánta szolgálni. Figyelemmel kísérte az európai, első sorban a német nyelvterület jogtudósainak munkáját, többen hatással voltak munkásságára, pl. Ernst Zitelmann (1853–1923), illetve levelezett Eugen Huberrel (1849–1923), aki az 1912-es svájci magánjogi kódexet is megalkotta.
A Magyar Jogászegylet alelnöki, és az Iparjogvédelmi Egyesület elnöki tisztségét is betöltötte.

## Emlékezete
Sírja Budapesten a Fiumei úti sírkertben található.

## Főbb művei
- A végrendelkezési szabadság a római jogban: jogtörténeti tanulmányok. Budapest: Hungaria, 1881. 145, [1] p.
- Magánjogi tanulmány (Budapest, 1886)
- Magánjogi fejtegetések felsőbírósági határozatok kapcsán. Budapest: Singer és Wolfner, 1890. XXII, 300 p.
- Magánjogunk felépítése (Budapest, 1893) Online
- A házassági jogról szóló javaslat bírálata ellenjavaslattal. Budapest: Singer és Wolfner, 1894. 98 p.
- Az ági öröklés kérdése: jelentés és vélemény. Budapest: Pesti Lloyd társ. Ny. 1898, 168 p. Online
- Institutiók és pandekták. Budapest: Politzer, 1900. X, 622 p.
- Újabb magánjogi fejtegetések. [Budapest]: Politzer, 1901. 336 p.Online
- Codificationalis dolgozatok. Budapest: Grill, 1902. 849 p.
- Az obstrukció jogtana (Budapest, 1904)
- Még egyszer: Az obstrukció jogtana. Budapest: Franklin, 1905. 24 p. Online
- Die Rechtslehre der Obstruktion. Wien: A. Hölder, 1905. 54 p.
- A jogi személy magyarázata. Budapest: Franklin Ny., 1906. 125 p.
- Jogi napikérdések. Budapest: Politzer, 1910. 32 p.
- Jogi párbeszédek az obstrukcióról. Budapest: Athenaeum, 1910. 50 p.
- Új irányok a magánjogban. Budapest: Athenaeum, 1911. 616 p.
- Parerga: vegyes jogi dolgozatok. Budapest: Athenaeum, 1912. 521, [2] p.